# کوئینزلند غربی
کوئینزلند غربی شامل ۳ ناحیه می‌شود:
- شمال غرب کوئینزلند که به عنوان گلف کانتری شناخته می‌شود
- مرکز غرب کوئینزلند
- جنوب غرب کوئینزلند

هر سه منطقه، تحت پوشش ایستگاه رادیویی ای‌بی‌سی کوئینزلند غربی قرار دارند.